# Vachonium
Genre
Vachonium est un genre de pseudoscorpions de la famille des Bochicidae.

## Distribution
Les espèces de ce genre se rencontrent au Mexique au Yucatán et au Belize, dans des grottes.

## Liste des espèces
Selon Pseudoscorpions of the World (version 3.0) :
- Vachonium belizense Muchmore, 1973
- Vachonium boneti Chamberlin, 1947
- Vachonium chukum Muchmore, 1982
- Vachonium cryptum Muchmore, 1977
- Vachonium kauae Muchmore, 1973
- Vachonium loltun Muchmore, 1982
- Vachonium maya Chamberlin, 1947
- Vachonium robustum Muchmore, 1982

## Publication originale
- Chamberlin, 1947 : The Vachoniidae - a new family of false scorpions represented by two new species from caves in Yucatan (Arachnida, Chelonethida, Neobisioidea). Bulletin of the University of Utah, Biological Series, vol. 10, no 4, p. 1-15.